# Саварезе, Лу
Лу Саварезе (иногда Лу Савариз, англ. Lou Savarese; 14 июля 1965) — американский боксёр-профессионал, выступавший в тяжёлой весовой категории. Чемпион США по версии USBA (1996). Чемпион мира по версии IBA (1998). Топ-боксёр рубежа XX-XXI веков.

## Любительская карьера
Саварезе два раза выигрывал в Нью-Йорке «Золотые перчатки» в 1985 и 1986 годах, победив в финале Джонатана Хилла и Алекса Стюарта соответственно. В 1987 году Саварезе вышел в финал открытого дивизиона. Он должен был встретится с Риддиком Боу, но получил травму и не смог выйти на ринг.

## 1989—1998
Дебютировал в апреле 1989 года в бою с Джеймсом Смитом, которого нокаутировал в 4 раунде.
В 1996 году в бою за вакантный титул USBA в тяжелом весе победил техническим нокаутом в 7 раунде Бастера Матиса младшего.
В апреле 1997 год в бою за титул WBU встретился с Джорджем Форманом. Форман победил раздельным решением судей. Это решение по сей день является одним из самых спорных в боксе.
В ноябре 1997 года Саварезе в 5-м раунде был нокаутирован нигерийцем Дэвидом Айзоном.

## 1998-06-25Джеймс Бастер Дуглас —Лу Саварезе
- Место проведения:  Фоксвуд Ресорт, Машантакет, Коннектикут, США
- Результат: Победа Саварезе нокаутом в 1-м раунде в 12-раундовом бою
- Статус: Чемпионский  бой за вакантный титул IBA
- Рефери: Стив Смогер
- Время: 2:34
- Вес: Даглас 109,77 кг; Саварезе 106,37 кг
- Трансляция: HBO TVKO

В июне 1998 года Саварезе встретился с Джеймсом Бастером Дугласом. Дуглас вышел на бой с явным перевесом. В середине 1-го раунда Саварезе правым хуком в голову послал противника на настил. Дуглас встал на счёт 4. Саварезе не смог сразу же развить успех. Через минуту правым хуком он вновь послал противника в нокдаун. Дуглас поднялся на счёт 5. Саварезе бросился его добивать, проведя несколько ударов в голову. Он вновь упал. Поднимаясь, Дуглас встал на колени, но упал на спину. Он не успел встать на счёт 10. Рефери зафиксировал нокаут.

## 1999
В марте 1999 года Саварезе раздельным решением судей победил непобеждённого Лэнса Уитакера.
В июне 1999 года Саварезе уступил единогласным решением судей непобеждённому Майклу Гранту.

## 2000-06-24Майк Тайсон —Лу Саварезе
- Место проведения:  Глазго, Шотландия, Великобритания
- Результат: Победа Тайсона техническим нокаутом в 1-м раунде в 10-раундовом бою
- Статус: Рейтинговый бой
- Рефери: Джон Койл
- Время: 2:59
- Вес: Тайсон 102,10 кг; Саварезе 109,40 кг
- Трансляция: Showtime

В июне 2000 года Саварезе встретился с Майком Тайсоном. В начале 1-го раунда Тайсон на скачке левым хуком отправил соперника в нокдаун. Саварезе встал. Тайсон бросился его добивать. Рефери решил остановить бой и попытался втиснуться между боксёрам, но Тайсон, увлёкшись, продолжать бить противника. Левым хуком он попал по затылку рефери, и тот упал. Рефери поднялся и вновь попытался остановить бой. Тайсон остановился. Произошла заминка, никто не знал, каким будет вердикт. Рефери Джон Койл поднял руку Тайсона. Тайсон победил техническим нокаутом. В послематчевом интервью телеканалу Showtime Майк Тайсон заявил, что он Джек Демпси и  Сонни Листон в одном лице, что он непобедим, и что он съест детей Леннокса Льюиса, а самому Льюису вырвет сердце.

## 2001—2007
В сентябре 2002 года нокаутировал старого Тима Уизерспуна.
В марте 2003 года был нокаутирован Кирком Джонсоном.

## 2007-06-30Эвандер Холифилд —Лу Саварезе
- Место проведения:  Глазго, Шотландия, Великобритания
- Результат: Победа Холифилда единогласным решением в 10-раундовом бою
- Статус: Рейтинговый бой
- Рефери: Джон Койл
- Счет судей: Джерри Рот (99-87), Боб Логист (98-90), Чак Джиампа (96-91) — все в пользу Холифилда
- Время: 2:59
- Вес:Холифилд 100,00 кг; Саварезе 110,00 кг
- Трансляция: Showtime

30 июня 2007 года Лу Саварезе вышел на ринг против Эвандера Холифилда. В середине 1-го раунда у Саварезе появилось рассечение на лбу. В третьем раунде Саварезе обрушил на Холифилда ожесточённые комбинации, но Холифилд не был потрясён. В 4 раунде Холифилд пробил встречный кросс. Саварезе попятился назад. Холифилд кинулся его добивать и провёл несколько ожесточённых комбинаций, в результате чего Саварезе оказался в нокдауне. Саварезе поднялся и достоял до конца раунда. Саварезе пережил этот раунд и даже несколько выровнял дальнейшее течение поединка. Иллюзия равенства закончилась в девятом раунде, когда мощнейший левый крюк Холифилда вновь отправил на пол Саварезе. Холифилд победил единогласным решением судей. «Это всё, я закончил. Я официально объявляю о завершении своей карьеры сегодня», — сказал после боя Лу Саварезе. Эвандер Холифилд был не менее непоколебим, но совершенно в ином направлении своей мысли: «Я не уйду, пока не стану чемпионом опять».

## Интересные факты
Встречался с 5 чемпионами мира, 4 из которых были абсолютными